# Bum Nưa
Bum Nưa là một xã thuộc huyện Mường Tè, tỉnh Lai Châu, Việt Nam.

## Địa lý
Địa giới hành chính xã Bum Nưa:
- Phía đông giáp xã Hua Bum huyện Nậm Nhùn[2][3].
- Phía tây giáp xã Bum Tở và thị trấn Mường Tè[3].
- Phía nam giáp các xã Vàng San và Kan Hồ[3].
- Phía bắc giáp xã Pa Vệ Sủ[3].

## Hành chính
Xã Bum Nưa có diện tích 74,40 km², dân số năm 2011 là 3.103 người, mật độ dân số đạt 42 người/km². Xã Bum Nưa được chia thành 4 bản: Bum Nưa, Mường Bum, Phiêng Khan, Sang Sui.

## Lịch sử
Vùng đất xã Bum Nưa hiện nay, thời xưa thuộc đất Mường Boum, cùng với thị trấn Mường Tè và xã Bum Tở, xưa đều có chung một tên gọi bản địa (thổ âm) là Mường Bẩm (hay Mương Bum, hoặc Mường Boum). Đầu thế kỷ XX, thời Pháp thuộc, Bum Nưa nằm trong khu Mường Boum châu Quỳnh Nhai tỉnh Lai Châu. Khu Mường Boum châu Quỳnh Nhai khi đó gồm các xã: Ban Nam Cao (扳南高, nay thuộc xã Hua Bum), Ta Tung (馱蹤, tức Ta Leng Po, nay thuộc Hua Bum), Ban Na Trát (扳那扎, nay thuộc Bum Nưa), Mường Boum (thị trấn Mường Tè), Mường Mò (猛摸, nay là Mường Mô).
Ngày 14 tháng 10 năm 2011, Chính phủ ban hành Nghị quyết số 97/NQ-CP. Theo đó, thành lập xã Vàng San trên cơ sở điều chỉnh 9.521,73 ha diện tích tự nhiên và 2.485 người của xã Bum Nưa.